# Saint Mary River (Oldman River)
Der Saint Mary River, kurze Schreibform in Kanada gebräuchlich: St. Mary River, ist ein etwa 200 km langer rechter Nebenfluss des Oldman River in Montana (USA) und Alberta (Kanada).

## Flusslauf
Der Saint Mary River entspringt in den Rocky Mountains im US-amerikanischen Glacier-Nationalpark. Sein Quellgebiet befindet sich an der Südostflanke des Gunsight Mountain in der Lewis Range. Der Fluss durchfließt die Seen Gunsight Lake und Saint Mary Lake innerhalb des Nationalparks. Anschließend durchfließt er noch den Lower Saint Mary Lake, in welchen von Westen kommend der Swiftcurrent Creek mündet. Unterhalb des Sees befindet sich ein Ableitungsdamm, an welchem ein Teil des Flusswassers zu Bewässerungszwecken zum North Fork Milk River, einem Zufluss des Milk River, geleitet wird. Der Fluss fließt in überwiegend nordnordöstlicher Richtung durch die Great Plains. Er überquert die Grenze nach Kanada. 45 km südwestlich von Lethbridge wird der Saint Mary River zum 37,5 km² großen St. Mary Reservoir aufgestaut. Schließlich mündet der Fluss 10 km südwestlich von Lethbridge in den Oldman River, den rechten Quellfluss des South Saskatchewan River.
Eine Felsformation mit Dinosaurierskelettfunden, die St. Mary-River-Formation, wurde nach dem Fluss benannt.